# Краснодаровский
Краснодаровский — хутор в Матвеево-Курганском районе Ростовской области.
Входит в состав Екатериновского сельского поселения.

## География

### Улицы
- ул. Новоселов,
- ул. Степная,
- ул. Украинская.

## История
В 2004 году районе хутора Краснодаровского пограничники Ростовского погранотряда уничтожили поле конопли. На участке площадью 2,3 гектара росло более 13,5 тонны наркотического сырья.

## Население
| 2010 |
| ---- |
| 139  |